# جابر عبد الله غالب الوهباني
جابر عبد الله غالب الوهباني برلماني يمني، عضو في مجلس النواب، عن الدورة البرلمانية 2003-2009 والكتلة البرلمانية لنواب حزب  المؤتمر الشعبي العام عن الدائرة الانتخابية رقم (67) بمحافظة تعز، و عضو المجلس السياسي الأعلى

## فترة المجلس
باتفاق عرف باسم «إتفاق فبراير» تمددت فترة المجلس لمدة عامين، وبقيام ثورة الشباب اليمنية لم تُجرَ الانتخابات، وبحسب إتفاق المبادرة الخليجية تمددت لمدة عامين آخرين حتى 2013 .